# Сулимов, Николай Ильич
Николай Ильич Сулимов (1855—?) — русский военный деятель, генерал-лейтенант (1912). Герой Первой мировой войны.

## Биография
В 1872 году получил образование во Втором кадетском корпусе Санкт-Петербурга и вступил в службу. В 1874 году после окончания Павловского военного училища произведён в подпоручики и определён в Литовский лейб-гвардии полк. С 1874 года прапорщик гвардии, в 1876 году в подпоручики гвардии, в 1877 году в поручики. С 1876 года старший адъютант штаба 3-й гвардейской пехотной дивизии.
С 1877 года участник Русско-турецкой войны, ординарец при начальнике 3-й гвардейской пехотной дивизии. «За храбрость» в этой компании был награждён орденами  Святой Анны 4-й степени «За храбрость» и 3-й степени с мечами и бантом и Святого Станислава 2-й степени с мечами и 3-й степени с мечами и бантом.
В 1881 году произведён в штабс-капитаны, в 1889 году в капитаны, командовал ротой и батальоном. В 1894 году произведён в полковники. С 1899 года командир 160-го Абхазского пехотного полка. В 1904 году произведён в генерал-майоры с назначением командиром 1-й бригады 20-й пехотной дивизии. С 1908 года начальник 65-й резервной пехотной бригады. С 1909 года начальник 5-й стрелковой бригады.
В 1912 году произведён в генерал-лейтенанты с назначением начальником 7-й Сибирской стрелковой дивизии. С 1914 года участник Первой мировой войны, начальник 12-й Сибирской стрелковой дивизии. 24 апреля 1915 года «за храбрость» был награждён орденом Святого Георгия 4-й степени. С 1915 года начальник 109-й пехотной дивизии. 15 мая 1916 года «за храбрость» был награждён Георгиевским оружием.
С 1917 года состоял в резерве чинов при штабе Двинского военного округа. Уволен от службы по прошению 4 мая 1917 года.

## Семья

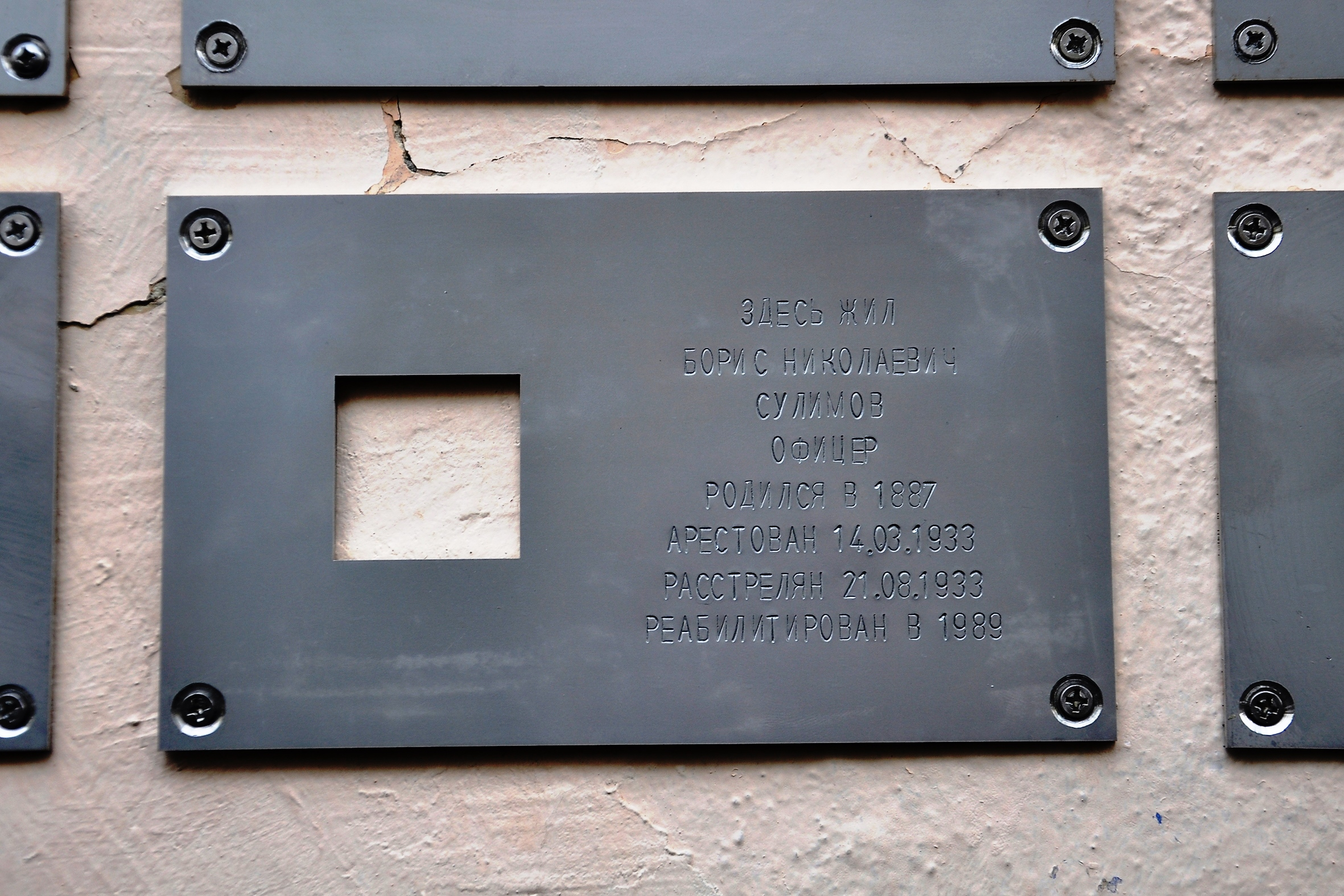
Памятный знак на доме, где жили потомки Н. И. Сулимова

## Награды
- Орден Святой Анны 4-й степени (1878)
- Орден Святого Станислава 3-й степени с мечами и бантом (1878)
- Орден Святой Анны 3-й степени с мечами и бантом (1878)
- Орден Святого Станислава 2-й степени с мечами (1878)
- Орден Святого Владимира 3-й степени (1901)
- Орден Святого Станислава 1-й степени (1906)
- Орден Святой Анны 1-й степени (1910)
- Орден Святого Владимира 2-й степени (1913)
- Орден Святого Георгия 4-й степени (ВП 24.04.1915)
- Орден Белого орла с мечами (ВП 09.05.1916)
- Георгиевское оружие (ВП 15.05.1916)